# Cumiana
Cumiana (piemontiul: Cumian-a) Torinó megye egy községe Piemont régióban. Pinerolótól 15 km-re fekszik.

## Testvérvárosok
- San Guillermo, Argentína

## Fordítás
- Ez a szócikk részben vagy egészben  a   Cumiana című olasz Wikipédia-szócikk fordításán alapul.  Az eredeti cikk szerkesztőit annak laptörténete sorolja fel. Ez a jelzés csupán a megfogalmazás eredetét és a szerzői jogokat jelzi, nem szolgál a cikkben szereplő információk forrásmegjelöléseként.